# Bitwa na Watling Street
Bitwa na Watling Street – decydujące starcie powstania Boudiki, które miało miejsce w roku 61 n.e.

## Kontekst
Opuściwszy Londinium generał Paulinus skierował się na Watling Street w kierunku północno-zachodnim, gdzie spodziewał się nadejścia posiłków rzymskich. Zorientowawszy się, że te nie nadejdą generał zdecydował się na decydujące starcie z wojownikami Budyki. W rejonie Fenny Stratford lub jak podają inne źródła w okolicy Mancetter niedaleko granicy walijskiej Paulinus odesłał cywilów w bezpieczne miejsce, szykując się do bitwy z nadchodzącymi Brytami. Rzymianie rozbili obóz na południe od Watling Street, wybierając odpowiednie dla siebie miejsce do starcia. Wkrótce też nadeszły tu wojska Budyki rozbijając swój obóz w pobliżu miejsca bitwy – doliny otoczonej wzgórzami i zamkniętej od tyłu lasem. 

## Pozycje
Rzymianie zajęli z góry upatrzone pozycje uniemożliwiające przeciwnikowi okrążenie, stając w szyku przodem do polany. W środku stanęli legioniści, obok nich wojska pomocnicze Batawów a na skrzydłach jazda rzymska. Łącznie siły rzymskie nie przekraczały 10 000 ludzi. Liczba wojowników Budyki szacowana jest natomiast na 120 000 do 230 000 ludzi. Brytowie stanęli w szeregu podzieleni na różne klany i plemiona, każde dowodzone przez swojego przywódcę. W tyle w półkolu ustawiono wozy obładowane łupami, na których znajdowały się ich żony obserwujące bitwę. Siły te uzupełniały nieliczna jazda Brytów oraz rydwany stojące na przedzie. Na jednym z nich wśród wiwatów wjechała Budyka ze swoimi córkami, zagrzewając poszczególne klany do walki. 

## Przebieg bitwy
Bitwę rozpoczęła szarża rydwanów za którymi ruszyło natarcie piechoty Brytów. Tysiące wojowników popędziły w kierunku nieruchomych szeregów rzymskich. Tuż przed spotkaniem obu armii, Rzymianie utworzyli ze swoich szeregów trzy kliny, które z impetem uderzyły na rozlaną masę zaskoczonych wojowników. Równocześnie kawaleria rzymska uderzyła z obu flanek zmiatając piechotę Brytów i zamykając tysiące z nich w okrążeniu. Próby przedarcia się wojowników przez szeregi Rzymian zakończyły się klęską, a ich działania były nieskoordynowane. Wielu wojowników poległo zderzając się z atakującymi w dolinę kolejnymi grupami Brytów. Wkrótce też w ich szeregach wybuchła panika, ułatwiająca Rzymianom walkę. Nacierająca z tyłu jazda spychała Brytów wprost na wystawione z klinów włócznie legionistów. Rzymianie napierając spychali dziesiątki tysięcy wojowników w kierunku wozów gdzie doszło do ich rzezi. Ginęli nie tylko wojownicy, ale także żony Brytów, próbujące ratować dobytek. Bitwa trwała zaledwie dwie godziny i pochłonęła 70 000 wojowników oraz 10 000 kobiet brytyjskich. Straty rzymskie to 400 zabitych i tyle samo rannych. Widząc klęskę Budyka opuściła na rydwanie pole bitwy. Według Tacyta królowa zażyła truciznę i została pochowana z wielkimi honorami. Klęska Brytów pod Watling Street zakończyła powstanie Budyki. 